# Гома-дофу
Гома-дофу (яп. 胡麻豆腐; кунжутний тофу) — несолодкий (у класичному варіанті) вегетаріанський продукт японської кухні, як вважається, створений ченцями дзен-буддійського монастирського комплексу на горі Коя (префектура Вакаяма), нині поширений по всій країні.
На вигляд гома-дофу нагадує звичайний тофу, проте його готують не з сої, а з кунжутної пасти та крохмального порошку з рослини кудзу ; в рецептах, адаптованих для використання за межами Японії, крохмаль із кудзу іноді пропонують замінювати на кукурудзяний крохмаль. Відповідно, смак гома-дофу значно відрізняється від звичайного тофу.
Винахід рецепту гома-дофу легенди приписують буддійському духовному вчителю Кукаю (Кобо; Кобо-дайсі), засновнику дзен-буддійської школи Сінгон та монастирського комплексу на горі Кая. Кобо-дайсі вимагав від ченців, своїх послідовників, постійного дотримання суворої вегетаріанської дієти, яка повністю виключала як м'ясні, так і рибні продукти. Для того, щоб їх харчування залишалося біологічно повноцінним, до нього включали страви з бобів, горіхів, сої, а також кунжуту, такі як гома-дофу.
Монастирський комплекс на горі Коя, як і раніше, залишається одним з головних паломницьких і туристичних центрів Японії, а гома-дофу — фірмовою стравою, яку подають паломникам у місцевих трапезних і продається як сувенір. Крім цього, гома-дофу, що промислово виробляють, сьогодні доступний в супермаркетах по всій Японії. Існують різні різновиди та аналоги гома-дофу: тофу з волоських горіхів з Ямагати; з арахісу на Окінаві, звичайний соєвий тофу, приправлений кунжутом і гома-дофу в префектурі Гіфу, солодкий смажений кунжутний гома-дофу з Нагасакі.
Гома-дофу зазвичай їдять холодним, як самостійну страву, з васабі та соєвим соусом.